# Cirrhura cometifera
Cirrhura cometifera är en fjärilsart som beskrevs av W. Warren 1903. Cirrhura cometifera ingår i släktet Cirrhura och familjen Uraniidae. Inga underarter finns listade i Catalogue of Life.